# Maastricht University School of Business and Economics

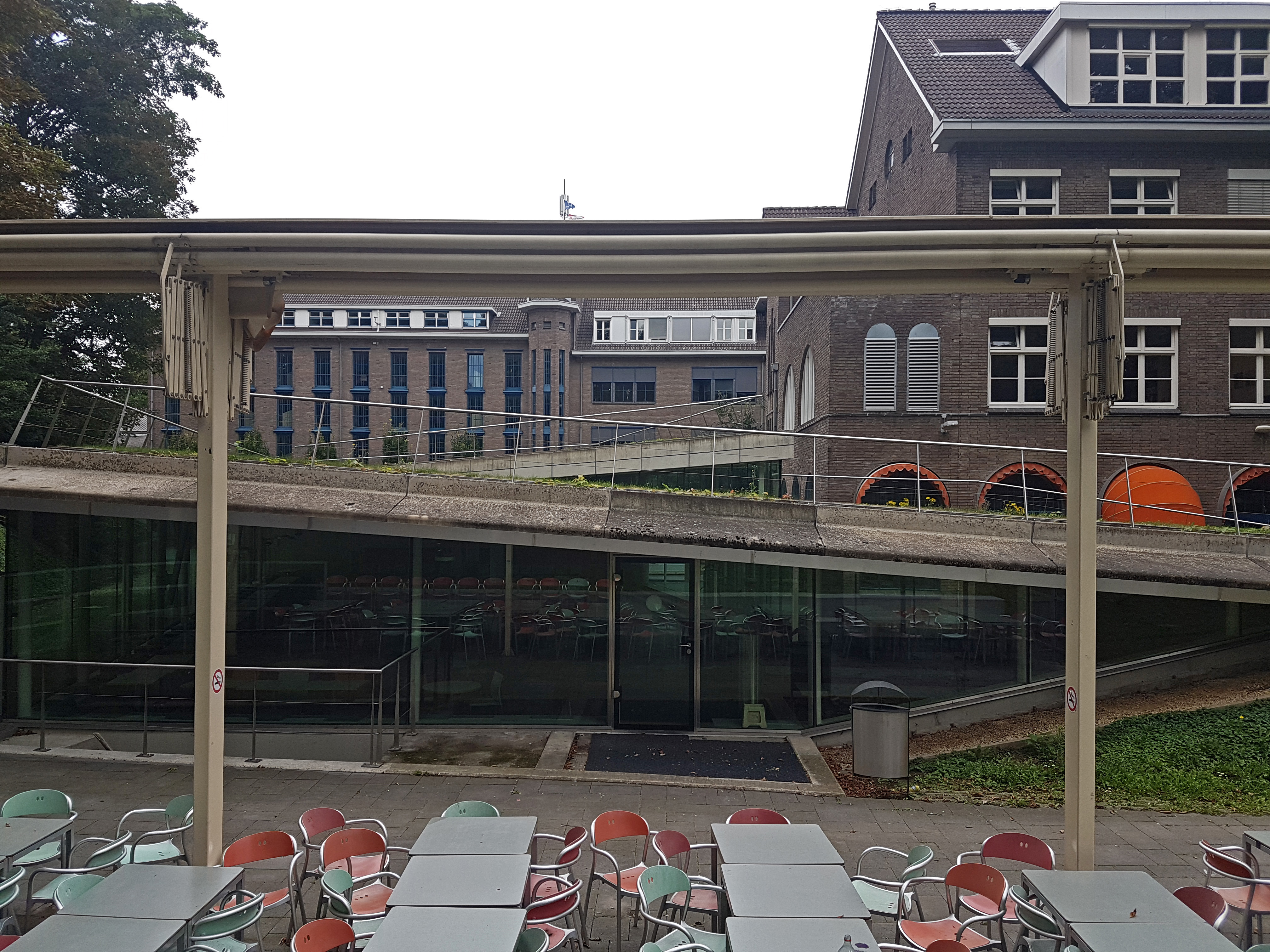
Canisianum Campus

Die Maastricht University School of Business and Economics (SBE) ist die wirtschaftswissenschaftliche Fakultät der Universität Maastricht. Sie wurde im Auftrag der niederländischen Regierung gegründet, um die Elitenbildung der Bereiche Wirtschaft und Politik innerhalb Europas, aber auch global zu fördern.

## Reputation
Die SBE verfügt über die Qualitätssiegel AACSB (The Association to Advance Collegiate Schools of Business), EQUIS (European Quality Improvement System) und die britische AMBA-Akkreditierung. Wie in den Niederlanden üblich, werden Studenten an der SBE während ihres Studiums von Studentenorganisationen begleitet. An der SBE nimmt dies SCOPE Maastricht wahr. Darüber hinaus organisiert SCOPE Firmenpräsentationen mit vielen Unternehmen der Bereiche Beratung, Investmentbanking und Wirtschaftsprüfung. Unter anderem rekrutieren Investmentbanken wie Goldman Sachs, J.P. Morgan, Lazard und Rothschild an der SBE.

### Rankings
Im Jahr 2013 wurde die Universität von der Times Higher Education 100 Under 50 auf Platz 6 gelistet. Dies bedeutete ein Anstieg von 12 Plätzen im Gegensatz zum letzten Jahr. Im Jahr 2011 belegte die Universität in QS World University Rankings den 109. Platz. Dies bedeutet einen Anstieg um 63 Plätze im Vergleich zum Jahr 2006.
Ebenfalls im Jahr 2010 veröffentlichte die Financial Times ein Ranking von Master in Management-Studiengängen, in dem Maastricht in der Kategorie „Value for Money“ (in etwa: Preis/Leistung) nach der Universität St. Gallen auf Platz 2 von 40 lag.
Im Bereich Betriebswirtschaft der CHE-Rankings der Wochenzeitung Die Zeit wurde die School of Business and Economics in den letzten Jahren regelmäßig in der Topgruppe gerankt, zusammen mit der Universität St. Gallen, der WHU Vallendar, der Universität Mannheim und der EBS Universität für Wirtschaft und Recht.
In den Elsevier-Rankings 2010 belegten die Bachelor-Studiengänge BSc International Business, BSc Econometrics and Operations Research, BSc Economics, BSc Fiscal Economics sowie die Master-Studiengänge MSc International Business, MSc Management of Learning und MSc Economics den ersten Platz in den Niederlanden.
Des Weiteren belegte der Bachelor-Studiengang BSc International Business in den staatlichen Keuzegids-Rankings 2011 mit weiteren wirtschaftlichen Studiengängen den ersten Platz in den Niederlanden.
Im Jahre 2009 wurde im Forschungsranking der Times Higher Education für die Medizin die Faculty of Health, Medicine and Life Sciences auf dem 18. Platz in Europa und auf dem 85. Platz weltweit gerankt.
Zudem belegte die geistes- und sozialwissenschaftliche Fakultät in den World University Rankings 2008 Platz 50 von 300 und schnitt somit besser ab als die Großzahl der anderen renommierten europäischen Universitäten (Freie Universität Berlin, Paris-Sorbonne, LMU München, Imperial College London).

## Bekannte Alumni
Die Maastricht University hat besonders viele Alumni in den bereichen Investmentbanking, Unternehmensberatungen und Unternehmensgründungen.
Marc Alexander Christ (CEO & Co-Founder, SumUp)
Ingo Uytdehaage (CFO, Adyen)
- Jörg Kattner (CEO & Co-Founder Gorillas)
- Pieter van den Hoogenband
- Mark Jansen
- Julia Shaw
- Virginijus Sinkevičius
- David Levy
- Kartika Liotard
- Dennis Gyllensporre
- Mina Andreeva
- Harm Kuipers
- Toine Manders
- Jeroen Lenaers
- Charles van Rooy
- Maurice Höfgen